# Solhem
För andra betydelser, se Solhem (olika betydelser).

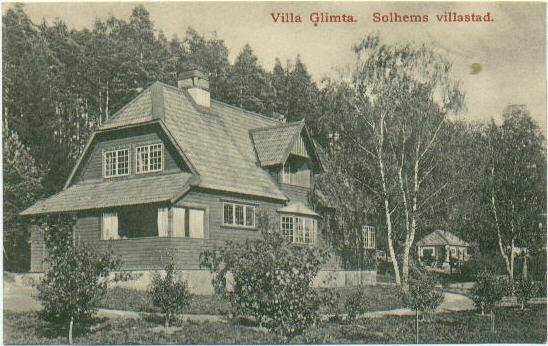
Vykort

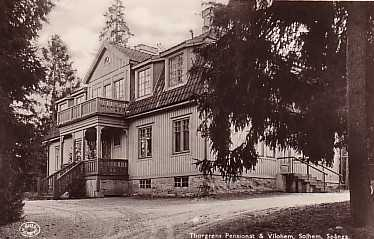
Vykort

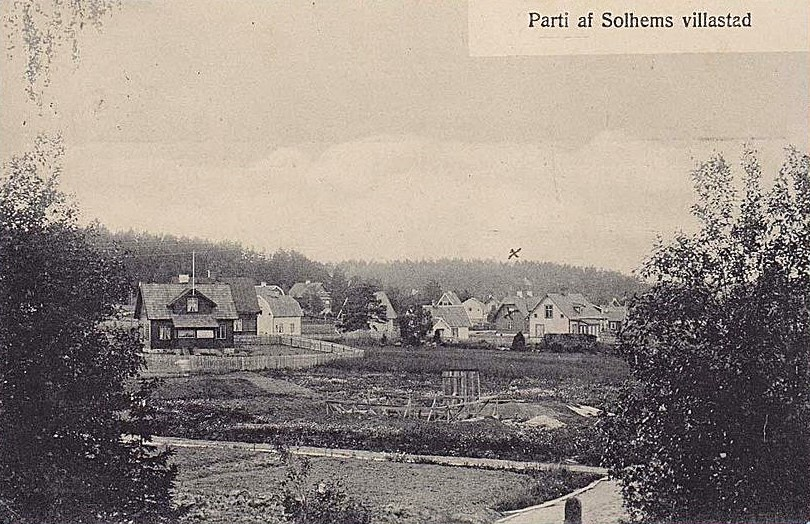
Solhems Villastad med villor, vykort 1907.

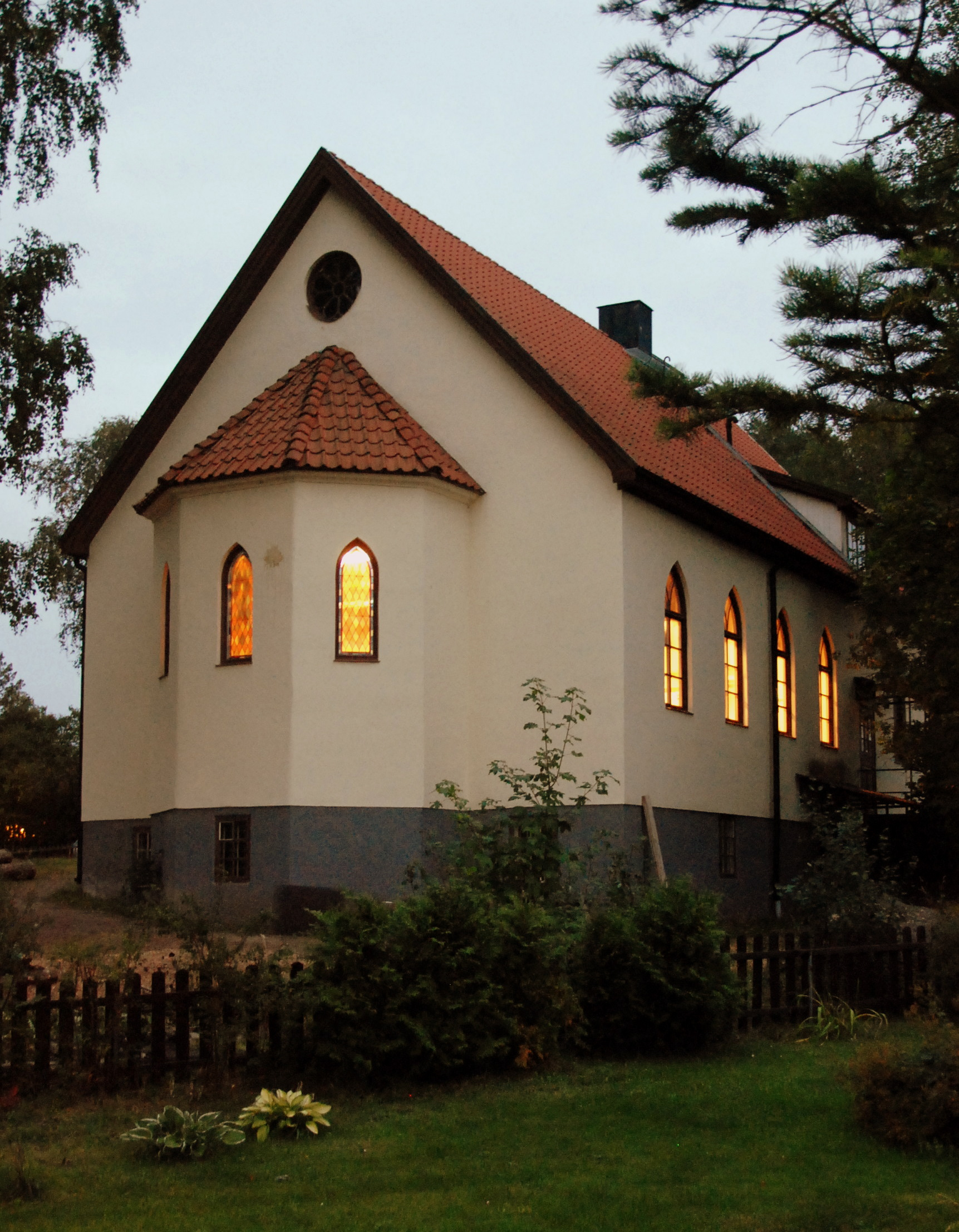
Spånga scoutkårs byggnad, Holken, Tornbacken 11A, ligger på en höjd cirka 800 meter från Spångavägen. Byggnaden var tidigare missionskyrka i Solhem.

Solhem är en stadsdel i Västerort inom Stockholms kommun. Stadsdelen gränsar till Bromsten, Bromma, Tensta, Lunda, Kälvesta, Flysta, Sundbybergs kommun och Sundby. Den tillhör Järva stadsdelsområde.

## Historia
Området som Solhem ligger på tillhörde tidigare Värsta gård och Kälvesta gård. Bostadsbyggandet kom igång efter att järnvägen mellan Stockholm och Västerås hade invigts 1876. Bolaget AB Solhems Villastad började 1904 sälja tomter. Bland grundarna fanns bland annat Lars Magnus Ericsson (Ericssons grundare) och John Bernström, chef för AB Separator. Tanken var bland annat att ge arbetare och tjänstemän en möjlighet att skaffa sina egnahem här.[källa behövs]
Namnet Solhem fastställdes 1904, och ansågs ge en bra bild av platsen, enligt AB Hem på landets reklambroschyr (namnet Värsta förkastades helt då det ansågs ge negativa associationer). Företaget ville ge Solhem en god status och det fanns många regler att följa. Bland annat så skulle husen endast ha ett kök för att undvika att husägarna kunde hyra ut delar av husen. Företaget tillhandahöll olika typritningar för att ge området en någorlunda enhetlig stil. De flesta av de första husen har träfasader och plankstomme. Fönstret är normalt spröjsade och har ofta både öppen förstukvist och veranda. De flesta husen målades faluröda med vita knutar. Området skulle komma att bebos av bl.a. målare, stenarbetare, snickare, reparatörer, postbetjänter och skomakare.
1907 hade 160 hus byggts, och det fanns även flera butiker. Eftersom Spånga station låg i Solhem kom området att bli något av en centralort i Spånga socken. Stationen fick ett nytt, pampigt stationshus 1908 efter ritningar av arkitekt Erik Lallerstedt. Huset blev berömt och något av Spångas ansikte utåt. Efter att ha förfallit i ett antal år revs det dock 1975, trots mångas protester.
Spånga station var under många år bytesstation för resenärer från Stockholms central till Hässelby villastad. En särskild persontrafiklinje trafikerade banan Spånga - Skälby (i Järfälla kommun) - Hässelby villastad. Persontrafiken nedlades 1958. Samma bana trafikerades också fram till början av 1970-talet av soptåg från centrala Stockholm till Lövsta sopförbränningsanläggning.
För Solhem inrättades 3 april 1908 Solhems municipalsamhälle inom Spånga landskommun som upplöstes 1 januari 1949 då området inkorporerades i Stockholms stad.
Antalet hus ökade under 1920- och 1930-talen, dock i något lugnare takt. Under 1930-talet byggdes ett stadsdelscentrum upp kring Spånga station med låga hyreshus med butiker i bottenvåningen. År 1930 var 425 tomter bebyggda.
I Solhem ligger grundskolan Solhemsskolan, som är en F-6-skola och som byggdes 1912 efter ritningar av Sjöberg & Blomström. Skolan har låg- och mellanstadium med cirka 470 elever samt hög lärartäthet och starka resultat. Den största delen av skolgården är asfalterad och det finns bland annat klätterställningar och ytor för bollspel. Skolan ligger på adressen Sörgårdsvägen 40/Lundagårdsvägen 5-7. Det är 500 meter till Spånga pendeltågsstation, där bussar går från och till skolan. Området kring Solhemsskolan är ett stort villaområde där det finns mycket grönområden. Solhemsskolan ligger 12 kilometer nordväst om Stockholm.
Spånga gymnasium byggdes 1945, och byggdes ut både 1954 och 1964 och renoverades 2007.
I Solhem byggdes också en missionskyrka på en höjd ovanför centrum. Den lades ned 1973, då Spånga Missionsförsamling flyttade till den nybyggda Tenstakyrkan belägen i den då nybyggda stadsdelen Tensta. Byggnaden står kvar och ägs i dag av Spånga scoutkår och används till scouternas egen verksamhet och som förskola.  
Under 1960-talet styckades många stora tomter av och man byggde nya villor på de tomterna, dessa i modern stil. Under denna tid byggdes även flera kvarter med radhus.
I början av 2000-talet byggdes det första nya större bostadsområdet på många år i Solhem. På Avestagatan uppfördes radhus och parhus, ritade av arkitekt Marianne Ocklind. Väster om centrum bebyggdes kvarteret Finnbo med lägenheter, färdigställda 2008.

## Demografi
Den 31 december 2021 hade stadsdelen 9 242 invånare varav 30,85 procent hade utländsk bakgrund.